# Parupeneus macronemus
Parupeneus macronemus is een straalvinnige vissensoort uit de familie van zeebarbelen (Mullidae).
De wetenschappelijke naam van de soort is voor het eerst geldig gepubliceerd in 1801 door Bernard Germain de Lacépède.